# Гост
Гост је девети студијски албум Сеје Калача, који је издат 2007. године за српску издавачку кућу Grand Production  и за бугарску издавачку кућу Payner, у оба случаја на у.

## Списак песама
| №   | Назив                                          | Трајање |  |
| 1.  | Гост                                           |         |  |
| 2.  | Заиграј                                        |         |  |
| 3.  | Кафић                                          |         |  |
| 4.  | Добро сам жив                                  |         |  |
| 5.  | Добро дјело учини                              |         |  |
| 6.  | Нажалост                                       |         |  |
| 7.  | Ја сам ожењен                                  |         |  |
| 8.  | К'о будале обадва (дует са Феђом Диздаревићем) |         |  |
| 9.  | Ја и ти на ливади                              |         |  |
| 10. | Неке љубави касне                              |         |  |
| 11. | Аљаска                                         |         |  |